# Prix des lycéens allemands
 (juillet 2017).
Pour les articles homonymes, voir Prix des lycéens.
Le prix des lycéens allemands est un prix littéraire organisé depuis l’année scolaire 2004-2005 par le service culturel de l’ambassade de France à Berlin, le Bureau du livre de jeunesse à Francfort et les ministères de l’Éducation des différents Länder, en coopération avec le groupe d'édition Ernst Klett. La remise du prix a lieu chaque année au Salon du livre de Leipzig, à l’exception de celle de l’édition 2016-2017, organisée à la Foire du livre de Francfort 2017 où la France était invitée d’honneur.
À la différence du prix Goncourt des lycéens dont il s’inspire, la sélection du prix des lycéens allemands est composée exclusivement d’ouvrages de littérature jeunesse.

## Auteurs
Une sélection de quatre romans jeunesse contemporains est donnée à lire dans les classes de français des lycées allemands. Les élèves, de niveau B1 minimum, ont plusieurs mois pour lire et étudier les œuvres, aidés par leur professeur de français.
Les auteurs nommés sont invités à partir en tournée à travers les Länder, afin de rencontrer les lycéens, de discuter avec eux et de répondre à leurs questions.

## Jurys
Chaque lycée organise un jury d’école,, où les débats ont lieu en français, et élit son livre favori, ainsi qu’un élève pour le représenter au jury du Land. Ces jurys ont pour objectif de former les élèves au débat critique littéraire et à la délibération démocratique. Ainsi, l’élève choisi n’est pas nécessairement le meilleur en français. Les élèves bilingues ne sont par exemple pas éligibles.
Dans un second temps, les jurys des Länder sont organisés, suivant le même principe. 
Les 16 élèves (1 par Land) élus se présentent au Jury fédéral, organisé chaque année à l’Institut français de Leipzig, à l'issue duquel le lauréat est élu. L'auteur se voit alors décerner le prix dans le cadre du Salon du Livre de Leipzig.

## Participation
En 2004-2005, pour la première édition, quelque 200 classes y participèrent, et en 2006, le Prix rassembla dès sa deuxième édition plus de 2700 élèves.

Depuis 2007, la participation s’élève chaque année à plus de 3 500 élèves dans 250 classes venues de tous les Länder allemands.

## Objectifs du prix
L’objectif principal du prix des lycéens allemands est de rapprocher les lycéens allemands de la littérature française contemporaine. Parallèlement, les élèves améliorent leurs compétences de lecteurs, et s’entraînent au travail en groupe, à l’argumentation critique et littéraire, tout en améliorant leur niveau de français et leur connaissance de la culture française.

## Dotation
C’est Ernst Klett, l'un des principaux éditeurs allemands de manuels scolaires et partenaire du prix, qui offre chaque année la récompense au lauréat. Jusqu’à 2010, il s’agissait de la traduction en allemand du roman ; depuis, l’auteur reçoit une rétribution d'un montant de 5 000 €.

## Historique des lauréats
| Année     | Lauréat                                       | Auteur               | Titre allemand           |
| --------- | --------------------------------------------- | -------------------- | ------------------------ |
| 2004-2005 | Maboul à zéro                                 | Jean-Paul Nozière    | Total verrückt           |
| 2005-2006 | Simple                                        | Marie-Aude Murail    | Simpel                   |
| 2006-2007 | Maestro                                       | Xavier-Laurent Petit | -                        |
| 2007-2008 | Les Murs bleus                                | Cathy Ytak           | -                        |
| 2008-2009 | La Mémoire trouée                             | Élisabeth Combres    | Die stummen Schreie      |
| 2009-2010 | Orages                                        | Sonia Ristić         | -                        |
| 2010-2011 | La Tête en friche                             | Marie-Sabine Roger   | Das Labyrinth der Wörter |
| 2011-2012 | Le Temps des miracles                         | Anne-Laure Bondoux   | Die Zeit der Wunder      |
| 2012-2013 | Le Monde dans la main                         | Mikaël Ollivier      | -                        |
| 2013-2014 | Le parloir                                    | Eric Sanvoisin       | -                        |
| 2014-2015 | La Fille qui rêvait d'embrasser Bonnie Parker | Isabelle Gagnon      | -                        |
| 2015-2016 | Une arme dans la tête                         | Claire Mazard        | -                        |
| 2016-2017 | 20 pieds sous terre                           | Charlotte Erlih      | -                        |
| 2017-2018 | Le fils de l’Ursari                           | Xavier-Laurent Petit | -                        |
| 2018-2019 | Une fille de…                                 | Jo Witek             | -                        |
| 2019-2020 |                                               |                      | -                        |
| 2020-2021 | Aigre-Doux                                    | Wilfried N'Sondé     | -                        |
| 2021-2022 |                                               |                      | -                        |
| 2022-2023 | Le secret de Mona                             | Patrick Bard         | -                        |

Sources

## Historique des nommés

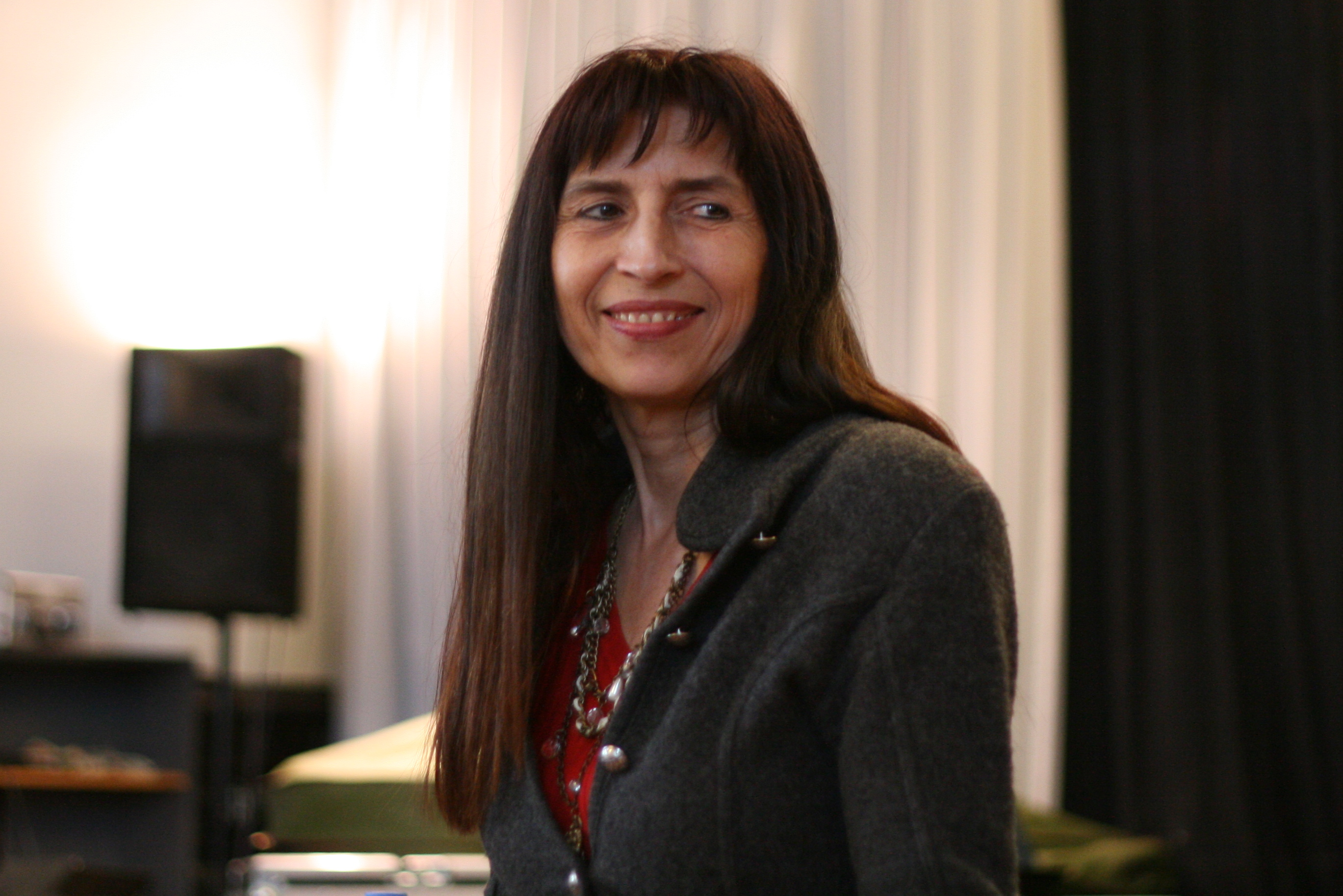
Martine Pouchain lors du prix des lycéens allemands en 2009.

- 2004-2005 : Satin grenadine de Marie Desplechin, Maboul à zéro de Jean-Paul Nozière, Un autre que moi de Bernard Friot, Ki Du de Patrick Raynal, Le Chagrin de la Chine de Milena et L'Infante de Vélasquez de Marie Brantôme
- 2005-2006 : E–den de Mikaël Ollivier et Raymond Clarinard, La Loi du plus beau de Christophe Lambert, La vie comme elle vient de Anne-Laure Bondoux, Une heure, une vie de Jeanne Benameur et Simple de Marie-Aude Murail
- 2006-2007 : Créature contre créateur de Sarah K., Felicidad de Jean Molla, L'Année de mes 15 ans de Marie-Claude Bérot, Le Roman de Noémie de Véronique M. Le Normand et Maestro de Xavier-Laurent Petit
- 2007-2008 : Ados sous contrôle de Johan Heliot, Dans la peau des arbres d’Isabelle Collombat, Fille des crocodiles de Marie-Florence Ehret, Les murs bleus de Cathy Ytak et Un été outremer d’Anne Vantal
- 2008-2009 : Alors, partir ? de Julia Billet, Chevalier B. de Martine Pouchain, La mémoire trouée d'Élisabeth Combres, Rester vivante de Catherine Leblanc et Rouge métro de Claudine Galéa
- 2009-2010 : La Gazelle d'Hubert Ben Kemoun; Mon amour kalachnikov de Sylvie Deshors; L’âge d’ange d’Anne Percin et Orages de Sonia Ristić
- 2010-2011 : 16 ans et des poussières de Mireille Disdero; Ne plus vivre avec lui d’Eva Kavian; Silence, on irradie de Christophe Léon et La Tête en friche de Marie-Sabine Roger
- 2011-2012 : Babyfaces de Marie Desplechin, La première fois on pardonne d’Ahmed Kalouaz, Blog de Jean-Philippe Blondel et Le Temps des miracles d’Anne-Laure Bondoux
- 2012-2013 : Désobéis! de Christophe Léon, Le Monde dans la main de Mikaël Ollivier, Un cargo pour Berlin de Fred Paronuzzi et La Fille sur la rive d’Hélène Vignal
- 2013-2014 : Ma de Louis Atangana, Demander l’impossible.com d’Irène Cohen-Janca, Le cœur n’est pas un genou que l’on peut plier de Sabine Panet et Pauline Penot et Le parloir d’Eric Sanvoisin
- 2014-2015 : La Fille qui rêvait d’embrasser Bonnie Parker d'Isabelle Gagnon, Camp paradis de Jean-Paul Nozière, Le dernier ami de Jaurès de Tania Sollogoub et Sur le toit de Frédérique Niobey
- 2015-2016 : Après la vague d’Orianne Charpentier, Au moins un d’Irène Cohen-Janca, Ce cahier est pour toi de Valérie Dayre et Une arme dans la tête de Claire Mazard
- 2016-2017 : Les petites reines de Clémentine Beauvais, 20 pieds sous terre de Charlotte Erlih, Le frère de Simone d’Eva Kavian et La traversée de Jean-Christophe Tixier
- 2017-2018 : Là où naissent les nuages d’Annelise Heurtier, La belle rouge d’Anne Loyer, La folle rencontre de Flora et Max de Coline Pierré et Martin Page et Le Fils de l’Ursari de Xavier-Laurent Petit
- 2018-2019 : Dans la forêt de Hokkaido d’Éric Pessan, La maraude d’Ahmed Kalouaz, Un détective très très très spécial de Romain Puértolas et Une fille de… de Jo Witek.

- 2020/2021 : Aigre-doux de Wilfried N’sondé (Actes Sud Junior), Direct du cœur de Florence Medina (Magnard Jeunesse) et Même pas en rêve de Vivien Bessieres (Rouergue Jeunesse).